# Muncaster Tarn
Der Muncaster Tarn ist ein See im Lake District, Cumbria, England.
Der See liegt westlich des Muncaster Fell und hat zwei unbenannte Zuflüsse, aber keinen erkennbaren Abfluss.